# Incisalia augustus
Incisalia augustus är en fjärilsart som beskrevs av Kirby 1837. Incisalia augustus ingår i släktet Incisalia och familjen juvelvingar. Inga underarter finns listade i Catalogue of Life.